# Жиффар, Николя
Николя Жиффар (фр. Nicolas Giffard; 4 октября 1950, Ла-Боль-Эскублак) — французский шахматист, международный мастер (1980).
Чемпион Франции (1978, 1982). В составе национальной сборной участник 3-х Олимпиад (1978—1982).

## Изменения рейтинга
| Графики недоступны из-за технических проблем. См. информацию на Фабрикаторе и на mediawiki.org. |

## Книги
- La Fabuleuse Histoire des champions d'échecs
- Huit candidats, quatre KO, L'Impensé radical, 1977
- Les Échecs, leçons particulières avec un champion, 1997 ISBN 2-253-08151-5
- Les Échecs, la tactique moderne, éd. du Rocher, 1997 ISBN 2-268-00943-2
- L'Efficacité aux échecs, éd. Bornemann, 1998 ISBN 2-85182-586-0
- Comprendre les ouvertures, éd. Bornemann, 1999 ISBN 2851825941